# Ali I Paixà Karamanli
Ali I Paixà Karamanli fou governador otomà de la Regència de Trípoli, fill de Mehmed I Paixà Karamanli.
Va succeir el seu pare el 24 de juliol de 1754 i fou reconegut immediatament per la Porta. Entre 1754 i 1758 va fer front a diverses revoltes la principal de les quals fou a Manshiya i Sahil; foren reprimides de manera sagnant i en endavant la pau va ser la norma al país. Ali I fou bey (comandant de l'exèrcit), agha dels geníssers, kahyia, rais al-bahr (almirall), shaykh al-balad (cap de les tribus del país), i diwan (conseller) i els caids que el representaven a les províncies eren tots fidels seus; el seu exèrcit era de 400 geníssers, 200 o 300 mercenaris cristians convertits a l'islam, 500 albanesos i 600 milicians àrabs; la marina estava formada en majoria per àrabs i albanesos. El 1767 el país va patir una greu epidèmia i el 1784-1786 la pesta i la fam; aquestes calamitats van comportar una baixada de l'activitat econòmica abans molt prospera.
El 1790, ja vell, el seu fill gran Hasan Bey fou assassinat; el segon fill Ahmad II Pasha Karamanli fou nomenat al seu lloc i va rebre el comandament de l'exèrcit i el poder de facto, però els àrabs donaven suport a un tercer fill, Yusuf, i van esclatar lluites pel poder. En aquesta siutuació els notables van demanar al sultà el nomament d'un nou governador. Llavors Yusuf es va revoltar amb el suport dels Banu Nuwayr (1792) i es va proclamar governador; el juny de 1793 va iniciar el setge de Trípoli (1793). Però al cap de pocs dies va aparèixer Ali Burghul Pahsa Çezayrli, un alt funcionari otomà que havia estat expulsat d'Alger, que al·legava haver estat investit governador pel sultà, i que tenia el suport dels notables i els oficials militars i va ocupar la ciutat el 30 de juliol de 1793. Yusuf i el seu pare Ali van fugir a Tunísia.
El 1794 Ali Burghul Pahsa Çezayrli es va apoderar de l'illa de Gerba durant 58 dies. Llavors el bey husaynita de Tunísia, Hammuda Paixà, va donar suport als exilitats Karamanli per recuperar el poder. Iniciada la revolta els Karamanli van reconquerir Trípoli el 20 de gener de 1795 i Ali Burghul Pahsa Çezayrli va fugir a Egipte (febrer). Ali I va romandre a Tunis renunciant al govern a favor del seu fill Ahmad II Paixà Karamanli.
Ali I va morir el 1796.